# المدور (وشقة)
المُدَوَّر هي بلدية تقع في مقاطعة وشقة في أرَغون في إسبانيا. وفقًا لتعداد عام 2004 (INE) يبلغ عدد سكان البلدية 2.412 نسمة.